# Nya Generations-partiet
Nya Generations-partiet (NGP) är ett politiskt parti i Papua Nya Guinea som bildades 2006 av  Bart Philemon och andra avhoppare från Nationella allianspartiet.
I valet 2007 erövrade partiet 4 av 109 mandat i parlamentet.